# KAy Garnellen
KAy Garnellen é um ator, escritor e ativista pelos direitos transgênero e do trabalho sexual francês.
Conhecido por:
- Fucking different XXY (2011);

- Biodildo (2012);

- Remember Gay Love Story[1] (2012);

- Little Gay Boy (2013);

- Fucking different XXY [2] (2014);

- Desire Will Set You Free[3] (2015);

- Fuck Them All (2016);

- Fluidø (2017);

- Orlandos (2021) - XConfessions, TV Series;

- Captain Faggotron Saves the Universe (2023);

- Un Homme Heureux (2023).